# Dipartimento di La Candelaria
La Candelaria è un dipartimento argentino, situato nella parte centro-meridionale della provincia di Salta, con capoluogo La Candelaria.
Esso confina a nord e a ovest con il dipartimento di Guachipas, a nord e a est con quello di Rosario de la Frontera, e a sud con la provincia di Tucumán.
Secondo il censimento del 2010, su un territorio di 1.525 km², la popolazione ammontava a 5.704 abitanti, con un aumento demografico del 7,9% rispetto al censimento del 2001.
Il dipartimento, nel 2001, era suddiviso in 3 comuni (municipios):
- El Jardín
- El Tala
- La Candelaria